# クリストファー・ソーン (歴史家)
クリストファー・ソーン（Christopher G. Thorne, 1934年 - 1992年4月20日）はイギリスの歴史学者。専門は太平洋戦争（極東戦争）期の国際関係史。サセックス大学教授、王立歴史学会、英国学士院特別会員。

## 経歴
サリー州ギルフォード生まれ。英国海軍勤務を経て、オックスフォード大学セント・エドマンド校で歴史学を学び、サセックス大学で国際関係論の教授となる。戦後の英国海軍に従軍、駆逐艦に乗り組んでいた経験がある。
いわゆる太平洋戦争について、戦争が長期的・思想的側面から評価するならば人種間戦争・脱植民地化へのプロセスと論じうることを指摘し、従来着目されてきた日米戦争という側面のみでなく、植民地帝国であった英国・オランダと日本との抗争の側面に対しても関心を向けるべきことを著書『太平洋戦争とは何だったのか』において提起した。また、同様の理由から、太平洋より広い地理的視座を持つ「極東」を冠した「極東戦争（Far Eastern War）」という呼称を用いることを提唱したことでも知られる。
1979年、戦後アジア秩序構想をめぐる米英同盟内の角逐を描いた『米英にとっての太平洋戦争』でコロンビア大学よりバンクロフト賞を受賞。
1992年に癌のため急逝。

## 著書
- Ideology and Power: Studies in Major Ideas and Events of the Twentieth Century, (Collier-Macmillan, 1965).
- The Approach of War, 1938-1939, (Macmillan, 1967).
- The Limits of Foreign Policy: the West, the League and the Far Eastern Crisis of 1931-1933, (Macmillan, 1972).
市川洋一訳『満州事変とは何だったのか――国際連盟と外交政策の限界』（草思社（上・下）, 1994年） ISBN 4794205678/ISBN 4794205686
- Allies of a Kind: the United States, Britain, and the War against Japan, 1941-1945, (Oxford University Press, 1978).
市川洋一訳『米英にとっての太平洋戦争』（草思社（上・下）, 1995年） ISBN 4794206046/ISBN 4794206054
- Racial aspects of the Far Eastern War of 1941-1945, (Oxford University Press, 1982).
市川洋一訳『太平洋戦争における人種問題』（草思社, 1991年、解説福田和也） ISBN 4794204418
- The Issue of War: States, Societies, and the Far Eastern Conflict of 1941-1945, (Oxford University Press, 1985).
市川洋一訳『太平洋戦争とは何だったのか――1941-45年の国家、社会、そして極東戦争』（草思社, 1989年、普及版2005年） ISBN 4794203365
- Border Crossings: Studies in International History, (Basil Blackwell, 1988).
- Between the Seas: A Quiet Walk through Crete, (Sinclair-Stevenson, 1992).